# DominancE -ドミナンス-
『DominancE -ドミナンス-』 は、株式会社ウィルプラスのブランドEmpressのアダルトゲームソフトである。
発売時期に関しては、当初予定されていた2013年5月31日より延期され、2013年6月28日にパッケージ版が発売された。また、ダウンロード版は同年10月25日に発売された。
なおDVDプレイヤーズゲーム版に関しては、株式会社アクラスの「アイチェリー」ブランドより2014年5月22日に発売予定となっている。
Empressブランドおよびメインデザイナーである聖少女の作品としては異色のSF作品となっている。
本作品は2013年度の「萌えゲーアワード」において「エロス系作品賞BLACK」部門の金賞を受賞した。

## 登場人物
マコト・ヒビノ（まこと・ひびの）
本作の主人公。徴兵制度で「USF (Universal Space Forces )」に入隊し、自らのミスで辺境の惑星に取り残されてしまう。
その後、豪華客船に救出されるがその船の召使としてさまざまの行為を強要される事になる。
希美子・マイザール（きみこ・まいざーる）CV：中野志乃
マコトをピックアップした宇宙船の船長。マイザールファミリーの頭首。亜美・マイザールの母親でもある。
若さを保つために、若い男とのSEXと精液を欠かさず飲む事に執着している。
世間では「大金持ちのマイザールファミリー」として噂され、裏の商売で非合法の品物を取り引きし財をなしている。
性格は知的で温厚そうに見えるが、精液を飲んだり手に入れた男達に変態行為を強要するような人間性。
亜美・マイザール（あみ・まいざーる）CV：長谷部雪奈
希美子の実の娘。マイザールファミリーの次期頭首。
趣味はオナニーグッズのや狩りに使う罠の道具を作る事。その他、人を調教する事に生きがいを感じている。
母、希美子にも負けず劣らずのドSのド変態。ヴァギナの方よりアナルの方に目覚めてしまいアナニーばかりしている。
イリーザ（いりーざ）CV：御苑生メイ
希少的価値のある宇宙人とされているファーゼライト星人。
主人公よりもずっと以前からパールバティー号に乗っていて、マイザール親子の愛玩具として飼われている。
自分の姿をさまざまに変えられる「特殊能力」があるらしいが謎。
希少価値と言われている由縁は、銀色に光る髪の毛にありその髪の毛を素材にした物は元の性能の10倍以上のポテンシャルを持たせる事が出来るらしいが、その髪は神経の集合体であり切られた本体は死亡してしまうらしい。
智子・ロマ・ルイス（ともこ・ろま・るいす）CV：悠はるか
趣味はコンピュータと宇宙生物の研究。
苦学生の智子は、やっとの思いで大学に進学し論文を執筆するため長期休暇を利用して辺境の惑星で生物の生態を研究中、狩りに着ていたマイザール親子に獲物と間違えられて捕獲されパールバティー号に連れてこられてしまう。
目的の獲物と違った事を知ったマイザール親子は、智子を召使としてこき使う事にした。
ジョニー・エフラン（じょにー・えふらん）CV：高草木幸
数年前に操舵技術を買われて以来、パールバティー号の操舵士としてマイザール親子と航海を続けている。
性的能力が低いため、親子からはカス扱いされたまに折檻されている。
主人公に対しては敵対意識が強く、事あるごとにバカにする発言が多い。そしてどうやら智子の事を気に入っているらしい。
メルビン・ホフマン（めるびん・ほふまん）CV：多富満
パールバティー号のエンジン技師。
そのパールバティー号は、もともとメルビンの物だったらしいが、マイザール親子に騙されて財産ごと乗っ取られてしまった。
いつかは取り戻そうと隙を窺っているらしいが……。
主人公とは上司と部下の間柄。そしてイリーザの事が好きらしく、暇さえあればしょっちゅうイリーザの尻を追いかけている。
商談相手三人組（しょうだんあいてさんにんぐみ）
希美子の闇商売での商談相手。パールバティーに来てはイリーザを調教して帰っていく。
仲のいい三人組で、何時も一緒に行動している。
希美子はイリーザを餌にして、この三人組を餌付けしているらしい。

## スタッフ
- 原画・キャラクターデザイン・監修 - 聖少女[5]
- シナリオ - 伊集院更紗[5]
- 音楽 - 四十万行道[5]
- CG - 羽津樹[5]
- 企画・進行・ディレクター - DEN.[5]
- プロデューサー - 回転木馬[5]